# Lubominek (Boguszów-Gorce)
Lubominek (niem. Hochwald) – część miasta Boguszowa-Gorców, położona w jego północnej części wzdłuż ulicy Nowy Lubominek.
Lubominek to dawniej samodzielna miejscowość. W latach 1945–54 wchodził w skład gromady Lubomin w gminie Stare Bogaczowice w powiecie wałbrzyskim w woj. wrocławskim. W związku z reformą administracyjną kraju jesienią 1954 wszedł na krótko w skałd nowo utworzonej gromady Gorce. 13 listopada 1954, po pięciu tygodniach, gromadę Gorce zniesiono w związku z nadaniem jej statusu osiedla, przez co Lubominek stał się integralną częścią Gorców. 18 lipca 1962 osiedle Gorce otrzymało status miasta, w związku z czym Lubominek stał się obszarem miejskim. 1 stycznia 1973 miasto Gorce (z Lubominkiem) włączono do nowo utworzonego miasta Boguszów-Gorce.